# Nils Jent
Nils Henrik Jent (* 25. Februar 1962 in Brugg) ist Schweizer Experte im Bereich Diversity Management.

## Leben
Nils Jent wuchs in Umiken, Kanton Aargau (Schweiz) auf. 1980 verunfallte er als 18-Jähriger mit seinem Motorrad schwer und lag vier Wochen im Koma. Seither ist er blind, sprech- und körperbehindert sowie Rollstuhlfahrer. Nach akademischer Ausbildung und Promotion zum Dr. oec. HSG ist er seit 2012 Professor für Inklusion und Diversity Management an der Universität St. Gallen. Er ist Direktor des Competence Center for Diversity and Inclusion at FIM-HSG sowie der Applied Research at CDI-HSG. Dr. Jent ist ferner Gesellschafter und Co-Geschäftsführer der Innocuora GmbH. Jent ist seit 2013 Stiftungsratsmitglied der Béatrice Ederer-Weber Stiftung mit Sitz in Zürich.
Während seines Aufenthalts in der Rehaklinik 1980–1984 lernte er Schach. Mit 24 beschloss er, die Matura nachzuholen. Er besuchte die Evangelische Mittelschule Schiers. Seine Mutter nahm ihm den gesamten Schulstoff auf insgesamt 2300 Tonbandcassetten auf. 1989 nahm er als Bester des Abschlussjahrgangs das Maturazeugnis in Empfang.
Anschliessend studierte er an der Universität St. Gallen Betriebswirtschaftslehre und schloss mit dem Lizentiat ab. 2002 promovierte er mit Auszeichnung und wurde am Institut für Führung und Personalmanagement (IFPM-HSG) angestellt und baute dort das Diversity-Center auf. 2009 erweiterte er sein Jobportfolio mit der Leitung der angewandten Forschung am Center for Disability and Integration (CDI-HSG).
Im September 2011 erschien die Biographie «Dr. Nils Jent – Ein Leben am Limit» von Röbi Koller. Am Zurich Film Festival 2011 feierte der Film «Unter Wasser atmen – Das zweite Leben des Dr. Nils Jent» Premiere und wurde mit dem Publikumspreis prämiert.
Jent ergänzte 2013 die Koller-Biografie mit ihrer Perspektive von Aussen nach Innen, und den Dokumentarfilm der Filmproduktionsgesellschaft Instantview, mit seinem Buch «Essenzen des Wahrnehmens», welches seine Lebensauseinandersetzung von 1980 – 2013 mit der Perspektive von Innen nach Aussen beschreibt.
Jent lebt und arbeitet in St. Gallen.

## Publikationen
- Publikationssammlung von Nils Jent auf der Forschungsplattform Alexandria der Universität St. Gallen: https://www.alexandria.unisg.ch/persons/1403
- Nils Jent: Learning from Diversity: Die Überwindung der Gleichsetzung von Gleichartigkeit und Gleichwertigkeit durch heterogen zusammengesetzte Arbeits-Partnerschaften. Dissertation, Universität St. Gallen, 2002.
- Nils Jent: Essenzen des Wahrnehmens: Entwicklungsstationen auf dem inneren Weg des zweiten Lebens von Nils Jent. Bech, 2013, ISBN 978-3-93660-319-4.
- Röbi Koller: Dr. Nils Jent. Ein Leben am Limit. Wörterseh, Gockhausen 2011, ISBN 978-3-03763-021-1.